# Menachem Mendel Kalisz
Menachem Mendel Kalisz (ur. 1860, zm. 18 maja 1919 w Warszawie) – rabin, czwarty cadyk chasydzkiej dynastii Warka. Syn cadyka Symchy Bunema Kalisza cadyka w Otwocku, wnuk Mordechaja Menachema Mendla Kalisza. Po śmierci swego ojca został cadykiem w Otwocku. Podczas I wojny światowej przeniósł siedzibę cadyków do Warszawy.
Menachem Mendel Kalisz pochowany jest w ohelu na cmentarzu żydowskim przy ulicy Okopowej w Warszawie (kwatera 13, rząd 20).